# The Roxbourne
Der The Roxbourne ist ein Wasserlauf in Greater London. Er entsteht im London Borough of Harrow im Stadtteil South Harrow und fließt in südwestlicher Richtung durch South Ruislip. Dort verläuft er von einem Punkt nordöstlich der Field End Road bis zu einem Punkt gerade südwestlich der U-Bahn-Linie im Südosten des U-Bahnhofs South Ruislip unterirdisch. Nach seiner Rückkehr an die Oberfläche bekommt er den Namen Yeading Brook, in dessen Hauptarm er südlich der A40 in der Nähe des Flugplatzes RAF Northolt mündet.